# Gildardo Montoya
Gildardo Montoya Ortiz (Támesis, 1 de febrero de 1939-Medellín, 25 de noviembre de 1976) fue un compositor, productor y músico colombiano. Fue el creador del género de la música parrandera.

## Biografía
Nació en Támesis, desde su juventud trabajó como recolector del café en Fredonia, se trasladó a Medellín a trabajar como vendedor en el mercado. Se interesó a la música en componer canciones de ranchera y boleros de artistas José Alfredo Jiménez, Miguel Aceves Mejía, Julio Jaramillo, Pedro Infante y Jorge Negrete.
Se presentó en concursos de emisoras locales como Radio Visión y Radio Sinfonía. Y luego empezó a grabar cumbias para sellos como RCU de propiedad de Rodrigo Cardona Urán, Ondina y Clarín. Luego empieza a familiarizarse con la música de José Muñoz, los hermanos Bedoya y otros exponentes de la parranda paisa donde surgió este género musical. Intérprete también del tiple y la guitarra Montoya es recordado por su tema "El gitano groserón", clara parodia al cantaor Juan Legido, conocido como "El gitano señorón". Como cantante de música parrandera, lo suyo fueron las canciones de corte cómico tales como "El arruinao", "Como yo soy tan raro", "El trovador del Valle" y "Dele por ái". Curiosamente muchos de esos temas aparecieron en los discos, por voluntad propia, atribuidos a otros autores. La razón: Gildardo Montoya sentía que su verdadera obra era la que escribía para las grandes orquestas tropicales antioqueñas, y no aquellos requiebros picarescos que se hacían cada vez más exitosos.
Dentro su trayectoria como solista, escribió clásicos tropicales interpretados, a los artistas nacionales como: Los Graduados, Nelson Henríquez y Los Hispanos, para la disquera Codiscos en 1972. Entre las composiciones sobresalieron "La pelea del siglo", “El aguardientoski”, “Piel de luna”, "María Puñales" y “Plegaria Vallenata”, que interpretada por Alejo Durán y  el Combo de las Estrellas; único vallenato antioqueño en ser incluido en la lista de 100 años de vallenato de Pilar Tafur y Daniel Samper Pizano. También fue cantante del Grupo Venezuela, combo con el que popularizó una versión en cumbia de la clásica balada rock “La chica de la boutique”.

## Accidente y muerte
El 24 de noviembre de 1976 mientras conducía su motocicleta con su acompañante en un Honda 350 que había obsequiado Jairo Paternina fue estrellado con un automóvil que aparentemente se voló la señal de pare, en la cual permaneció en coma por varias horas hasta que declararon su muerte el 25 de noviembre en Medellín.